# 대한은퇴자협회
대한은퇴자협회(KARP)는 "남은 생애를 어떻게 보내시렵니까?"라는 모토를 가지고 노령사회의 주역이 될 젊은 세대와 함께 장노년층을 위한 사회제도 개선 운동과 권익 옹호로, 미래사회를 준비하고, 삶의 질을 향상시키며, 선진 은퇴문화를 소개·정착시키는데 목적을 둔 비영리, 비정당 UN경제사회이사회 특별자문 NGO, UN DPI NGO이다.

## KARP 연혁
UN인가 NGO
NGO/NPO, AARP, independent Sector, IFA 등 2,500여 국제 비정부기구 연계활동
UN경제사회이사회 특별자문 NGO, UN DPI NGO
1996년 : 미국 뉴욕, 대한은퇴자협회 설립
2001년 : UN NGO 가입
2001년 : KARP(대한은퇴자협회)한국본부 개설,11월 한국 상륙
2002년 : 5월 31일 비영리민간단체등록 (외교통상부)
2003년 : 1월 31일 무료 취업알선센터지정
2003년~2018년 : 대한은퇴자협회 홈페이지 참조www.karpkr.org

## KARP 활동방향

### 삶의 질 향상
-Quality of life
·장년 기(氣) 살리기
·장년 문화 형성
·자원봉사 고취
대한 은퇴협은 "남은 생애를 어떻게 보내시렵니까?(What will you do with the rest of your life?)"라는 모토 아래, 장년층의 자원봉사를 통한 지속적인 사회활동 참여로 삶의 가치를 찾고, 경험과 지식을 사회에 환원하기 위한 활동과  다양한 교육 프로그램, 폭넓은 정보를 제공함으로써 모든 세대화 더불어 선진 사회로 발전하는데 이바지함을 목적으로 한다.

### 권익활동을 통한 제도 개선
-Advocacy
·이슈 별 캠페인을 통한 노령화 관련 정책 개선 운동 전개

### 회원서비스
-Membership Service
·정기·비정기 간행물 발간 및 홈페이지 뉴스 게재
·건강, 의료, 연금, 일과 소득, 여가 등에 대한 정보 제공

### 국내외기구 연계기구
·UN 및 국내외 NGO와의 연계 활동
·장년층 Think-Tanker 활용  

## KARP 활동
- 특별활동단

```
  전문위원단(일반)
  SNS단
  권익선봉단
  회원프로그램 개발단
  만만운동단
  후원활동사업단
  사회정책리서치단
  협동조합단
  미래세대 YOU준비단
  회원총괄단
  일자리사업단
  타오름주례단
  워크톤(Walk-a-thon)단
  타오름합창단
  물오름연극단
  여성봉사활동단
  품격조성단
  파크골프단
  전통문화개발단
  문화공연단
  홍보활동단
  국제활동단
```

- 포럼(2010년 현재 22차)
- 캠페인(HRER운동, YOU운동)
- 중장년채용박람회(연1회)
- 조사연구
- 권익활동
- 제도개선
- 재취업 및 창업지원 활동
- 국내외 기구 연계활동 등
- 타오름토크콘서트(2018년 6월 현재 159차 개최)
- 연령차별금지법
- 주택연금제도 소개 및 도입
- 기초노령연금 -> 기초연금
- 순간노년체험 등 노령화선도 NGO

[은퇴문화 소개와 청책 및 도입된 제도의 계량화 및 질적향상 촉구 NGO]